# 松下昇
松下 昇（まつした のぼる、1936年3月11日 - 1996年5月6日）は、日本の大学教員。
1960年代末から1970年代にかけての大学闘争の渦中、学生たち（全学共闘会議、全共闘）の側に立ったいわゆる造反教官としてマスコミや文化的領域で盛んに取り上げられた。
1969年2月「情況への発言」を掲示し、旧大学秩序維持に役立つ授業・試験を放棄した。1970年10月神戸大学の懲戒免職処分の後、「強いられた生活様式～状態を基本として、この段階の共有と、そこからの解放の試み自体を生活手段として生きること、この試みを許容しない力や制度と持続的にたたかうこと、このたたかいに参加する人やテーマを拡大していくこと」自体を生涯の課題として、表現し続けた。

## 来歴

### 『六甲』まで
長崎県に生まれたが、まもなく奈良県へ移転する。
東京大学在学中の1959年、共産主義者同盟に加盟した。1960年、六・一五国会突入に参加。
1963年、大学院人文科学研究科独文専攻修士課程を修了する。神戸大学教養学部に講師として勤務。翌年結婚する。
1965年から1966年にかけ、吉本隆明が主催する雑誌『試行』に『六甲』1〜5章を連載。最終部に「不安をこの世界に深化拡大することによって告発し、占拠する、関係としての原告団をつくろう。」という呼びかけがあり、最終行は「私たちのであうたたかいが、〈六甲〉第六章＝終章を表現することである」となっている。散文詩あるいは断章集といった文学的形式を取りながらあえてアジテーションであるかのように、読者との直接的出会いを呼びかけている。この逆説を生きたのが彼の生涯だった、と言ってよい。作品『六甲』は、美しい六甲の風景のなかでまどろんでいたい自己に対する告発のインナースペース（内宇宙）における展開だった。それはテーマとしてインナースペースに留まることはできず、〈関係としての原告団〉を現実空間に生み出そうとするものとなる。3年後自己の無意識の〈不安〉による告発表現であった全共闘運動と出会ったとき、当然にも〈関係としての原告団〉は現実化するに至る。
自己の無意識と情況との偶然の出会いによる盛り上がりといった性格が強く、華々しい盛り上がりが去った後は一部の政治青年を除き、運動を持続できなかったのが全共闘運動だった。松下の場合は、自己の展開が先にあり〈関係としての原告団〉が現実化したものなので、周囲の盛り上がり盛り下がりには無関係にテーマを追求、展開していけた（行かざるをえなかった）。

### 処分と裁判
松下は1970年5月に学内の事件を名目とする刑事事件の被告人として起訴された。同年10月には神戸大学から懲戒免職処分を受けた。教授会欠席、授業や試験の拒否、全員に0点をつけたこと、落書きなど松下の表現それ自体が処分理由になっている。
同11月、人事院に審理請求（懲戒免職処分に対する取消請求の提訴は行っていない）。これについて松下は「いくつかの国立大学の処分を（地裁民事の管轄範囲を突破して）全国レベルで統一的に問題化することと、任意の参加者が制限なしに被処分者と同等の訴訟行為の可能な代理人になれるという規定を最大限に応用することであり、処分の取消は中心目標ではなかった」と述べている。処分に対して処分撤回を求めることは相手の設定した地平に乗ってしまうことであり、必敗である。そうではなく相手と自分にとって新しい地平を創造し続けること（これは芸術にとっては当たり前のこと）ができれば、相手も対応に苦慮するし自分も楽しい、そのように松下は闘い続けた。
1971年5月に国が提起したA430研究室明渡し請求事件への応答から始まる裁判群、1983年7月、国（京都大学）から松下ら5名へのA367資料室の占有移転禁止の仮処分を求めたのに始まる京大A367資料室をめぐる奇妙な裁判群、裁判過程での監置や暴力事件に対する裁判など、多くの裁判を舞台にして、松下は表現活動を行った。

### 概念集
1989年1月に『概念集・1』を出してから、1996年5月死の直前に刊行された、『概念集・別冊2～ラセン情況論～』まで14冊、松下は概念集というタイトルのパンフを執筆・刊行し続けた。
例えば全共闘運動について、松下は「自分にとっての必然的な課題と、情況にとっての必然的な課題を対等の条件で共闘させること」という規定を与える。全共闘運動を知らない読者に対しても、それらの本質を、経験ないし思考を媒介して言葉によって伝えていくことができるはずだ、と松下は考えたのだ。それは辞書ないし作品を意図したものではない。現在の思想情況の総体の鍵になるような概念を選び出し、わたしたちが置かれている偏差を対象化していくことを目的としたものである。
「たんに概念の解説ではなく、ある概念の生成してくる根拠や回路を共有する度合で了解しうる言葉で表現しなければならないし、しかも、はるかな異時・空間にいる、全く予備知識のない〈私〉が了解しうる言葉で表現しなければならない」という趣旨で書かれている。

## 関連書籍
- 高本茂『松下昇とキェルケゴール』弓立社、2010年